# Église catholique en Guinée
L'Église catholique en Guinée fait partie de l'Église catholique dans le monde. C'est une des confessions du pays, avec au moins 9 % dans la population.

## Histoire
L'évangélisation de la Guinée a débuté en 1875.